# Armorial des familles du Nivernais
Cette page recense les armoiries (figures et blasonnements) des familles nobles et notables du Nivernais, ayant possédé des armoiries attestées sous l'Ancien Régime.

## Familles du Nivernais
- Haut – A
- B
- C
- D
- E
- F
- G
- H
- I
- J
- K
- L
- M
- N
- O
- P
- Q
- R
- S
- T
- U
- V
- W
- X
- Y
- Z

### A
| Blason      | Nom de la famille, blasonnement et devise |
| ----------- | --- |
|             | Alixand, Sgrs de Maux D'azur, au chevron d'argent, accompagné de trois étoiles de même. |
|             | Anceau, Sgrs de Roziers De gueules, à trois poissons d'argent en pal. Alias d'azur, au buste de femme d'argent, habillé et chevelé d'or, accompagné de trois étoiles du dernier émail. |
|             | d'Ancienville, Sgrs des Bordes De gueules, à trois maillets d'or. |
|             | Andras de Marcy, Sgrs de Changy D'argent, au chevron de gueules, accompagné de trois tourteaux de même. |
|             | Andrault de Langeron, Sgrs de Cougny Écartelé : aux 1 et 4 d'azur, à trois étoiles d'argent, qui est d'Andrault ; aux 2 et 3 d'argent, à trois fasces vivrées de gueules, et une bande d'azur semée de fleurs de lys d'or, brochant sur le tout, qui est de Gencien. Alias d'azur à trois étoiles d'argent. |
|             | d'Angeliers, Sgrs d'Angeliers D'azur (alias de sable), à la bande d'argent, accompagnée en chef d'une rose d'or et en pointe d'une hermine d'argent. |
|             | d'Anguy, Sgrs de Marié-le-Petit D'azur, à la croix ancrée d'or. |
|             | d'Anlezy, Sgrs d'Anlezy D'hermine, à la bordure de gueules. |
|             | d'Arcy, Seigneur d'Arcy, ou Levange D'azur, à deux fasces d'or, accompagnées de six besants d'argent, trois en chef, deux en fasce et un en pointe. |
|             | d'Armes, Sgrs d'Armes De gueules, à deux épées d'argent, appointées en pile vers la pointe de l'écu, les gardes d'or, et une rose de même entre les gardes. |
| Escarboucle | d'Arquian, Seigneur d'Arquian De … au rais d'escarboucle de …, |
|             | Arvillon, Sgrs du Sosay D'azur, au chevron, accompagné en chef de deux étoiles et en pointe d'un rencontre de bélier, le tout d'or. |
|             | d'Aulnay, Sgrs d'Aulnay D'argent, au lion de sable, armé et lampassé de gueules. |
|             | Aupepin de La Motte de Dreuzy, Sgrs de Dreuzy D'azur, au sautoir d'or, cantonné de quatre croisettes d'argent. |
|             | d'Avril, Sgrs d'Avril-sur-Loire D'or, au lion d'azur, armé, lampassé et couronné d'argent. |

### B
| Blason                                     | Nom de la famille, blasonnement et devise |
| ------------------------------------------ | --- |
|                                            | Babaud de La Chaussade, Sgrs de Demeurs D'or, au chêne de sinople, englanté d'or, terrassé du second émail. |
|                                            | de Babute, Sgrs de La Tour D'argent à trois fleurs de pensée d'azur, qui est de Babute. Alias écartelé ; aux 2 et 3 palé d'argent et d'azur, au chevron de gueules brochant sur le tout, qui est de Fontenay.  |
|                                            | Baille de Beauregard, Sgrs des Meurs D'argent, à la fasce d'azur, accompagnée en chef de trois roses de gueules, rangées en fasce, et en pointe d'un lion léopardé de même.                                    |
|                                            | Bardin, Sgrs d'Origny D'azur, au trèfle d'or, soutenu d'un croissant d'argent et accosté de deux étoiles de même.                                                                                              |
|                                            | Bargedé, Metz-le-Comte De gueules, à la bande d'or, chargée d'un lion de sable et accompagnée de trois croisettes du second émail, deux en chef et une en pointe. Alias trois trèfles en place des croisettes. |
|                                            | des Barres, Sgrs de Champallement D'or, à la croix ancrée de sinople. Alias de sinople à la croix ancrée d'or.                                                                                                 |
|                                            | de Baudoin, Sgrs de Decize D'or, à la croix pattée de gueules. |
|                                            | Baudron de La Mothe, Sgrs de La Motte-Josserand D'azur, au lévrier rampant d'argent, accompagné en chef de deux pommes de pin versées d'or. Alias tiercé en fasce de gueules, d'azur et de vair.               |
|                                            | Bault de Langy, Sgrs de Langy De gueules au chevron d'or accompagné de trois merlettes de sable. Alias trois merlettes de même.                                                                                |
|                                            | Berthier de Grandry, Chastel-Censoir D'azur, au chevron d'or, accompagné en chef de trois étoiles mal ordonnées d'argent et en pointe d'un lion d'or.                                                          |
|                                            | Bèze, Sgrs de La Celle-sur-Loire De gueules, à la fasce d'or, chargée de trois roses d'azur et accompagnée en pointe d'une clef d'argent en pal.                                                               |
| de sable à la croix ancrée d'argent        | Boisserand, Sgrs de Lamenay De sable, à la croix ancrée d'argent. |
|                                            | de Bongars, Sgrs de Nolay D'azur, à cinq besants alias annelets d'argent, 2, 1 et 2. |
|                                            | Bonnay, Sgrs de Pougues D'azur au chef d'or ; au lion de gueules, couronné d'argent, brochant sur le tout. Alias le lion couronné de gueules. Devise : « Oncques ne devies »                                   |
| Blason Famille Bonnet                      | Bonnet D'azur à trois fusées d'or rangées en fasce. |
|                                            | des Bordes, Sgrs des Bordes De gueules, à trois molettes d'éperon d'or. |
|                                            | Le Bourgoing, Sgrs du Vernay D'azur, à la croix ancrée d'or. |
|                                            | Le Bourgoing de Folin, Sgrs de Champlevrier D'argent, à trois tourteaux de gueules. |
| d'azur à la fasce d'or et trois croissants | de La Bouttière alias Boutière, Sgrs du Verne D'azur, à la fasce d'or, accompagnée de trois croissants de même.                                                                                                |
|                                            | Breschard ou Bréchard, de Bréchard, Sgrs de Toury-sur-Abron D'argent à trois bandes d'azur. Alias bandé d'azur et d'argent.                                                                                    |
|                                            | de La Bussière, Sgrs de Mory D'azur, à la bande d'or, accostée de deux demi-vols abaissés de même et de deux étoiles d'argent, une au-dessus de chaque demi-vol.                                               |

### C
| Blason                          | Nom de la famille, blasonnement et devise |
| ------------------------------- | --- |
|                                 | Carimantrant ou Caresmentrant, Sgrs de La Baratte De … à deux bourdons de pèlerin, passés en sautoir, accompagnés en chef d'une lune, aux flancs de deux croissants, et en pointe d'un croissant contourné. |
|                                 | Carpentier de Changy, Sgrs de Crécy D'azur, à l'étoile d'or, accompagnée de trois croissants d'argent. |
|                                 | Carrelet, Sgrs de Marzy D'or, au lion de sable, lampassé et armé de gueules ; au chef d'azur, chargé de trois losanges d'or.                                                                                |
|                                 | de Certaines, Sgrs de Certaines D'azur, au cerf passant d'or. |
|                                 | de Chabannes, Sgrs de Vandenesse De gueules, au lion d'hermine, armé, lampassé et couronné d'or. |
|                                 | de Chalon de Lorme, Sgrs de Pierre-Pertuis De gueules, à la bande d'or. |
| d'hermine à la fasce de gueules | de Champdiou alias Chandiou, Sgrs de Champdiou D'hermine, à la fasce de gueules. |
|                                 | de Charry, Sgrs de Charry D'azur, à la croix ancrée d'argent. |
| Blason Chassy                   | de Chassy, Sgrs du Marais D'azur, à la fasce d'or, accompagnée de trois étoiles de même. |
|                                 | de Chastellux, Sgrs de Bazoches D'azur, à la bande d'or, accompagnée de sept billettes de même, quatre en chef et trois en pointe.                                                                          |
| Blason Chateauvillain           | de Châteauvillain, Sgrs de Luzy De gueules, semé de billettes d'or, au lion de même brochant sur le tout.                                                                                                   |
|                                 | de Châtillon de La Roche-Milay, Sgrs de Châtillon-en-Bazois Losangé d'or et d'azur. |
|                                 | de Chaugy, Sgrs de Cossaye Écartelé d'or et de gueules. |
|                                 | de Chéry, Sgrs de Giverdy D'azur, au chevron d'or, accompagné de trois roses d'argent, boutonnées d'or. |
|                                 | Chevalier, Sgrs de Ris D'azur, à la tour d'argent (alias d'or). |
|                                 | de Cointet ou Coinctet, Sgrs de Châteauvert De sable, au sautoir d'argent, au chef d'or. |
| Blason Colombier                | de Colombier, Sgrs de Cougny De gueules, au chef d'argent, chargé de trois coquilles du champ. |
| Blason Corbigny                 | de Corbigny, Sgrs de Chevroches D'azur, à trois corbeilles d'or. |
|                                 | de Courtenay, Sgrs de Neuvy-sur-Loire D'or, à trois tourteaux de gueules. |
|                                 | de Courvol alias Corvol, Sgrs de Corvol-d'Embernard De gueules, à la croix ancrée d'or, cantonnée en chef de deux étoiles d'argent.                                                                         |

### D
| Blason | Nom de la famille, blasonnement et devise |
| ------ | --- |
|        | de Damas, Sgrs de Fleury-la-Tour D'or, à la croix ancrée de gueules. |
|        | du Deffand, Sgrs de Saint-Phal D'argent, à la bande de sable, accompagnée en chef d'une merlette de même.                                                                 |
|        | Desprez de Boissy ou des Prez, Sgrs de La Motte D'azur au chevron d'or, accompagné de trois roses d'argent. Alias au chevron d'argent accompagné de trois coquilles d'or. |
|        | de Digoine, Sgrs de Champlevois Échiqueté d'argent et de sable. |
|        | Dollet, Sgrs de La Motte-Palluau D'azur, au sautoir d'or. |
|        | de La Duz, Sgrs de Pommeray D'argent, à deux lions léopardés de gueules.                                                                                                  |

### E
| Blason | Nom de la famille, blasonnement et devise                                                                              |
| ------ | --- |
|        | de L'Espinasse ou Lespinasse, Sgrs de Champallement Fascé d'argent et de gueules de huit pièces., Alias de six pièces. |

### F
| Blason                     | Nom de la famille, blasonnement et devise |
| -------------------------- | --- |
|                            | de Farou, Sgrs des Reguins D'azur, à trois têtes de lion arrachées d'or. |
|                            | de La Ferté-Meun alias Meun de La Ferté, Sgrs de La Roche-Millay Écartelé : aux 1 et 4, d'hermine au sautoir de gueules, qui est de La Ferté ; aux 2 et 3, contre-écartelé d'argent et de gueules, qui est de Meun. |
|                            | de Finance D'azur à trois cloches d'argent. |
|                            | Flamen d'Assigny, Sgrs du Coudray D'azur, à deux lions d'or. |
|                            | Fouet, Sgrs de Dornes D'azur à la bande d'argent, chargée d'un pan de rets de gueules. Alias écartelé, aux 1 et 4 d'azur à la bande d'or chargée d'un rets de gueules ; et de … à trois rocs d'échiquier.           |
| d'azur au sautoir d'argent | Fournier, Sgrs d'Arthel D'azur, au sautoir d'argent. |

### G
| Blason                   | Nom de la famille, blasonnement et devise |
| ------------------------ | --- |
|                          | de Ganay, Sgrs de Ganay D'or à l'aigle mornée de sable., Alias d'argent à la fasce de gueules chargée de trois roses d'or 1 et 2, accostée de deux coquilles de même. Devise : « Non rostro, non ungue, sed alis itur ad astra » |
|                          | Gascoing, Sgrs de La Belouse D'argent à trois raisins d'azur., Alias trois grappes de raisin d'azur, tigées et feuillées de sinople.,                                                                                            |
|                          | de Giverlay, Sgrs de Garchy Fascé d'or et d'azur de six pièces. |
|                          | Gourdon, Sgrs de Breugnon D'azur, au chevron d'argent, accompagné de trois gourdes d'or. |
|                          | de Graçay, Sgrs de Champeroux D'azur, au lion d'or. |
|                          | de La Grange d'Arquian, Sgrs de Prie-sur-l'Ixeure D'azur, à trois renchiers d'or. |
| blason à trois gerbes    | des Granges, Sgrs de Moulins-Engilbert De … à trois gerbes., |
| Blason Famille de Grivel | de Grivel de Grossouvre, Sgrs de Veuillin D'or, à la bande échiquetée de sable et d'argent de deux traits. |
|                          | Guyot de Saint-Amand, Sgrs de Bœufs De gueules, à trois guyots posés en fasce [l'un sur l'autre], celui du milieu contourné, et une mer ondée en pointe, le tout d'argent.                                                       |

### H
| Blason | Nom de la famille, blasonnement et devise                                                                            |
| ------ | --- |
|        | Hodeneau alias Odeneau de Brévignon, Sgrs de Brévignon D'azur, au chevron d'or, accompagné de trois étoiles de même. |

### J
| Blason | Nom de la famille, blasonnement et devise                                                           |
| ------ | --------------------------------------------------------------------------------------------------- |
|        | de Jaucourt d'Huban, Sgrs du Gué De sable, à deux léopards d'or. Alias à deux lions léopardés d'or. |

### L
| Blason                  | Nom de la famille, blasonnement et devise |
| ----------------------- | --- |
|                         | de Lamoignon, Sgrs de Pommay Losangé d'argent et de sable, au franc-quartier d'hermine. |
|                         | de Lange de Villemenant, Sgrs de Chevenon D'azur, à l'étoile d'argent soutenue d'un croissant de même. Alias écartelé ; aux 2 et 3 de La Grange d'Arquian.                                                                           |
|                         | de Langeron, Sgrs de Langeron D'azur à trois étoiles d'or. Armes primitives |
| blason                  | Langlois, Sgrs du Bouchet D'argent, au chevron de gueules, accompagné de trois tourteaux de même. |
| Blason Famille de Lanty | de Lanty, Sgrs de Lanty D'argent, à la fasce de gueules, accompagnée de cinq merlettes de même, trois en chef et deux en pointe. |
|                         | de Las, Sgrs de Las De sable, à trois coquilles d'argent. |
|                         | de Lavenne, Sgrs de Pinancourt D'azur, à deux lions d'or affrontés, soutenant un cœur de gueules, surmonté d'une couronne d'or, accosté de deux étoiles d'argent.                                                                    |
|                         | de Lichy, Sgrs de Lichy D'azur à la bande d'argent, [accompagnée] de trois losanges d'or [posés] en bande, un en chef et deux pointe. Devise : « Aussi noble que Henri »                                                             |
|                         | de Lucenay, Sgrs de La Jarrie De gueules, à trois têtes de léopard d'or. |
|                         | de Luzy, Sgrs de Champetreux De gueules, au chevron d'argent, accompagné de trois étoiles d'or. Alias d'or à une fasce échiquetée d'argent et de gueules ; parti de gueules au chevron d'argent accompagné de trois étoiles du même. |
|                         | du Lys, Sgrs de Sichamps D'azur à trois lévriers courants d'or, l'un sur l'autre, accompagnés en chef d'une fleur de lys d'argent. Alias à trois chiens courants d'or, l'un sur l'autre, et une fleur de lys de même en chef.        |

### M
| Blason                      | Nom de la famille, blasonnement et devise |
| --------------------------- | --- |
|                             | de La Magdelaine, Sgrs de Ragny D'hermine, à trois bandes de gueules, celle du milieu chargée de cinq coquilles d'or et les deux autres de trois de même. Alias écartelé ; au 2 d'or, à la croix ancrée de gueules, qui est de Damas ; au 3 de gueules, à trois bandes d'argent, qui est de Clugny ; au 4 de Bourgogne ancien. |
|                             | de Marafin, Sgrs de Vielmanay De gueules, à la bande d'or, chargée d'un croissant de sable en chef, accompagnée de six étoiles du second émail mises en orle. |
|                             | Maraude, Sgrs de Berlière D'azur, au chevron d'or, accompagné de trois roses d'argent. |
|                             | de Marchangy, Nevers et Saint-Saulge D'azur, à la fasce d'or, accompagnée en chef de deux étoiles d'argent et, en pointe, de trois arbres de sinople. |
|                             | Le Maréchal, Sgrs du Port-d'Apremont D'azur, à deux lions affrontés d'or, soutenant un triangle de même. Alias d'argent, à deux lions affrontés de sable, supportant un delta ou triangle d'azur. |
|                             | Marion, Sgrs de Coude D'azur, au croissant d'argent surmonté d'une étoile d'or. |
|                             | Maslin ou Thomas-Maslin, Sgrs de La Motte D'argent, à trois abeilles de sable. |
| Blason Famille de Maulnoury | de Maulnoury, Sgrs de Lesperon D'argent, à trois têtes de loup arrachées de sable, lampassées de gueules. |
|                             | de Maumigny, Sgrs de Maumigny D'argent, au chevron de sable, accompagné en pointe d'une étoile de gueules ; au chef cousu d'or. |
|                             | de Mello de Lorme, Sgrs de Château-Chinon D'or à deux fasces de gueules et neuf merlettes de même en orle. Alias brisé d'un franc-quartier à un lion. |
|                             | de Menou, Sgrs de Nanvignes De gueules, à la bande d'or. |
|                             | Mérigot, Sgrs de Meauce De gueules, au chevron d'or, accompagné de trois trèfles de même. Alias d'azur, au chevron accompagné en chef de deux étoiles et en pointe d'une coquille, le tout d'or. |
|                             | de Mesgrigny, Sgrs de Marcilly D'argent, au lion de sable. |
|                             | de Montmorillon, Sgrs de Vésigneux D'or, à l'aigle de gueules. Alias écartelé, aux 1 et 4 d'azur à la croix engrêlée d'argent, aux 2 et 3 d'or à l'aigle de gueules becquée et membrée de sable. Cri de guerre : « Château de Montaigne ! »                                                                                    |
|                             | Moquot, Sgrs d'Agnon De gueules, au chevron d'argent, accompagné de trois roses de même. Alias le chevron d'or. |
|                             | de Morogues, Sgrs de Landes D'azur, au chevron d'or, accompagné en pointe d'une étoile d'argent, et un chef cousu de gueules, chargé de trois étoiles d'or. |
|                             | Le Muet, Sgrs de Maupertuis D'azur, au cygne d'argent, ayant au col une écharpe nouée de même ; au chef d'or chargé de trois roses de gueules. |
|                             | de Mullot de Villenaut, Sgrs de Mullot D'azur, à la bande d'argent, chargée de trois coquilles de gueules et accostée de deux étoiles du second émail, l'une en chef et l'autre en pointe., Alias le champ de sable et les étoiles d'or.                                                                                       |

### N
| Blason                         | Nom de la famille, blasonnement et devise                                                                         |
| ------------------------------ | --- |
| de gueules à la fasce d'argent | de Nourry alias Norry, Sgrs de Nourry, Vandenesse De gueules, à la fasce d'argent.                                |
|                                | de Nourry alias Noury, Sgrs de Palluau D'azur, au sautoir d'or, cantonné de quatre couronnes à l'antique de même. |

### P
| Blason                        | Nom de la famille, blasonnement et devise |
| ----------------------------- | --- |
|                               | Pelletier de Chambure, Sgrs de La Chaux D'azur, au chevron d'or, accompagné de trois pommes de pin de même et surmonté d'une étoile d'argent. Alias d'argent, à l'ancre de sable. |
|                               | de Pernay, Sgrs de La Bretauche D'argent à trois tours de sable., |
|                               | Perreau, Sgrs d'Agriez D'or, au chevron d'azur, accompagné de trois roses de gueules. |
| d'argent à l'aigle de sable   | Petitier, Sgrs de Breuil D'argent, à l'aigle de sable. |
|                               | Pinet, Sgrs des Écots D'azur, à trois pommes de pin d'or. |
|                               | Pitois, Sgrs de Chaligny D'azur, à la croix ancrée d'or. |
| Blason Famille de La Platière | de La Platière, Sgrs de Frasnay-les-Chanoines Écartelé : aux 1 et 4 d'argent, au chevron de gueules, accompagné de trois anilles ou fers de moulin de sable, qui est de La Platière ; aux 2 et 3 de gueules, à trois molettes d'éperon d'or, qui est des Bordes. d'argent au chevron de gueules accompagné de trois anilles de sable. |
|                               | de Pontailler, Sgrs de Châtillon-en-Bazois De gueules, au lion d'or. |
|                               | de Pracomtal, Sgrs de Vesvres D'or, au chef d'azur chargé de trois fleurs de lys du champ. |
|                               | du Pré, Sgrs de Guipy Losangé d'or et de gueules. |
|                               | Le Prestre de Vauban, Sgrs de Bazoches D'azur, au chevron d'or, accompagné de trois trèfles de même, et un croissant d'argent en chef. |
|                               | de Prévost de Lacroix, Sgrs de Chasnay Écartelé : aux 1 et 4 d'argent, à trois hures de sanglier de sable, qui est de Prévost ; aux 2 et 3 de gueules, à deux clefs d'argent adossées et passées en sautoir, qui est de Clermont-Tonnerre.                                                                                            |
|                               | de Prie alias Prye, Sgrs de Prye De gueules à trois tiercefeuilles d'or ; au chef d'argent chargé d'une aigle de sable. Alias le chef d'or. Devise : « Non degener ortu » |

### R
| Blason         | Nom de la famille, blasonnement et devise |
| -------------- | --- |
|                | de Rabutin, Sgrs de Montenoison Cinq points d'or équipollés à quatre de gueules. Alias écartelé ; aux 2 et 3 d'azur à la croix denchée d'or, qui est de Balore.                                                       |
|                | Regnault de Touteville et de Savigny de Moncorps, Sgrs de Touteville, comtes de Savigny de Moncorps D'azur, à la gerbe d'argent. Alias écartelé ; aux 2 et 3 d'argent à sept mouchetures d'hermine de sable, 3, 3, 1. |
| Blason Guerchy | Régnier de Guerchy, Sgrs de Saxi-Bourdon D'azur, à six besants d'argent, 3, 2 et 1. Alias d'argent, à six tourteaux d'azur.                                                                                           |
|                | de Reugny de Tremblay, Sgrs de Reugny Palé d'argent et d'azur, au croissant de gueules brochant sur le tout. |
|                | Richard de Soultrait, Sgrs de Soultrait D'argent, à deux palmes de sinople adossées, accompagnées en pointe d'une grenade de gueules, tigée et feuillée du second émail.                                              |
|                | de La Rivière, Sgrs de La Rivière De sable, à la bande d'argent. |
|                | de Rochechouart, Sgrs de Saint-Amand Fascé, enté ou nébulé d'argent et de gueules de six pièces. |
|                | Le Roy d'Alarde, Sgrs de Cuy D'azur, au chevron, accompagné en chef de deux têtes de lion arrachées, et en pointe d'une étoile, le tout d'or., Alias d'azur au chevron d'or accompagné de trois couronnes de même.    |

### S
| Blason                      | Nom de la famille, blasonnement et devise |
| --------------------------- | --- |
|                             | de Saint-Aubin, Sgrs de Chalaux D'argent, à l'écusson de sable, surmonté de trois merlettes de même rangées en fasce.                                                                                         |
|                             | de Saint-Phalle, Sgrs de Montgoublin D'or, à la croix ancrée de sinople. |
| d'argent au chef de gueules | de Saint-Vérain, Sgrs de Saint-Vérain D'argent, au chef de gueules. |
|                             | de Sallonier de Tamnay ou Sallonnier, Sgrs d'Argoulois D'azur à une salamandre d'or sur son brasier de gueules. Alias la salamandre lampassée de gueules.,                                                    |
|                             | de Saulieu, Sgrs de Remeron Tiercé en fasce : au 1 de gueules, à trois étoiles d'or [rangées en fasce] ; au 2 d'or plein ; au 3 d'azur, au lévrier passant d'argent, colleté de gueules, bordé et cloué d'or. |
|                             | Saulnier, Sgrs de Toury-sur-Abron D'argent à trois bandes d'azur. Alias bandé d'azur et d'argent. |
|                             | Savary de Brèves, Sgrs d'Arthel Écartelé d'argent et de sable. |
|                             | de Scorailles, Sgrs de La Marche D'azur, à trois bandes d'or. |
|                             | de Semur, Sgrs de La Brosse-au-Malade D'argent, à trois bandes de gueules. |
|                             | de Serre D'azur, à six besants d'or, 3, 2 et 1. |
|                             | de Sougy, Sgrs de Decize De sinople à une autruche d'argent, la tête contournée. |

### T
| Blason         | Nom de la famille, blasonnement et devise |
| -------------- | --- |
|                | de La Teillaye alias de Tillaye, Sgrs de Chezelle D'azur, au chevron d'or, accompagné de trois étoiles de même.                                                         |
|                | Tenon de La Guerche, Sgrs de Fontfay Écartelé : aux 1 et 4 de sable, à la fasce d'or ; aux 2 et 3 de sable, à deux lions léopardés d'or.                                |
| Blason Ternant | de Ternant, Sgrs de Moulins-Engilbert Échiqueté d'or et de gueules. |
|                | Thibaut, Sgrs de Guerchy De gueules, à trois tours d'or. |
|                | de Thoury, Sgrs de Thoury D'azur, au rencontre de cerf d'argent, surmonté d'un rais d'escarboucle fleurdelisé d'or, et accosté en pointe de deux fleurs de lys de même. |
|                | de Torcy, Sgrs de Lantilly De gueules, à la bande d'or. |
|                | de Toucy, Sgrs de Pierre-Perthuis De gueules, à trois pals de vair ; au chef d'or, chargé de quatre merlettes de gueules. - Famille noble                               |
|                | de La Tournelle, Sgrs de Guipy De gueules, à trois tours d'or. |
|                | Tridon, Sgrs de Vermenoux D'azur, au chevron d'or, accompagné de trois étoiles d'argent, celle de la pointe soutenue d'un croissant du second émail.                    |
|                | de Troussebois, Sgrs de Laleuf D'or, au lion de sable, couronné, lampassé et armé de gueules.                                                                           |

### V
| Blason                    | Nom de la famille, blasonnement et devise |
| ------------------------- | --- |
|                           | de La Varenne, Sgrs de La Varenne D'or, à trois bandes de gueules. |
|                           | de Veilhan, Sgrs de Giry D'azur, au rais d'escarboucle pommeté et fleurdelisé d'or.,                                                                                  |
|                           | du Verne, Sgrs du Verne Fascé de sable et d'argent. |
|                           | de Vielbourg de Myennes, Sgrs de Cours D'azur, à la fasce d'argent, chargée d'un tau ou croix de Saint-Antoine de sable à dextre, et d'une étoile de même à senestre. |
|                           | de Vienne, Sgrs de Moulins-Engilbert, Decize De gueules, à une aigle d'or. Alias une aigle d'argent.                                                                  |
|                           | de Villaines, Sgrs de Fleury-sur-Loire Écartelé : aux 1 et 4 d'azur, au lion d'or ; aux 2 et 3 de gueules, à neuf losanges d'or.                                      |
| Blason Famille de Villars | de Villars, Sgrs de La Roche-Millay, La Nocle D'azur, à trois molettes d'éperon d'or ; au chef d'argent, chargé d'un lion léopardé de gueules.                        |
|                           | de Viry, Sgrs de Malicorne De sable à une croix ancrée d'argent. |

- Haut – A
- B
- C
- D
- E
- F
- G
- H
- I
- J
- K
- L
- M
- N
- O
- P
- Q
- R
- S
- T
- U
- V
- W
- X
- Y
- Z